# 中北薬品
中北薬品株式会社（なかきたやくひん、英語: NAKAKITA Co.,Ltd.）は、愛知県名古屋市中区に本社を置く、主に医薬品・医療機器の卸を扱う企業である。東邦薬品の「株式会社葦の会」の一社でもある。

## 沿革
- 1726年（享保11年）：初代中北伊助により名古屋伝馬町6丁目において油屋として創業。
- 1914年（大正3年）11月：合名会社中北商店を設立。
- 1944年（昭和19年）11月：日本模範製剤社を買収し中北製薬株式会社を設立。
- 1945年（昭和20年）12月：名古屋製薬等を合併して傍系会社を設立。
- 1950年（昭和25年）5月：中北商店の卸部門に中北薬品株式会社として商号変更。
- 1965年（昭和40年）11月：中北ビルを新築、同時に本社卸部を移転。
- 1971年（昭和46年）5月：愛知県半田市の前田薬品商会と業務提携。
- 1972年（昭和47年）5月：浜名薬品商会と業務提携。
- 1974年（昭和49年）8月：株式会社グリーンファーマシーを設立。
- 1978年（昭和53年）4月：浜名薬品商会を合併。
- 1983年（昭和58年）12月：稲垣日本堂と業務提携。
- 1987年（昭和62年）11月：本社事務所を統合（油伊ビル内に開設）。
- 1992年（平成4年）10月：稲垣日本堂を合併。
- 1993年（平成5年）11月：物流の活性化を目的として株式会社グリーンサービスを設立。
- 1995年（平成7年）7月：丸一薬品と合併。
- 1996年（平成8年）4月：株式会社グリーンぱるを設立。
- 2004年（平成16年）7月：石川県のフレット、富山県の井上誠昌堂から薬粧部門を譲受。
- 2005年（平成17年）3月1日：ほくやく（札幌市）、バイタルネット（仙台市）、鍋林（長野県松本市）、ケーエスケー（大阪市）、アステム（大分市）の5社と業務提携。
- 2006年（平成18年）
  - 4月：前田薬品商会と合併。また有限会社キスラを発足。
  - 11月：ICソリューションズ株式会社を設立。
- 2023年（令和5年）8月1日：日医工完全子会社だったヤクハン製薬を買い取り、当社完全子会社にする[2]。

## 創業者一族
- 初代中北伊助（1701 - 1771）は尾張国大野村十王堂(現・常滑市大野町8丁目)で生まれ、12歳で名古屋伝馬町（現・名古屋市中区錦2丁目）の井筒屋油店へ奉公にあがり、25歳で伝馬町6丁目に油屋を創業、井筒屋伊助と称す[3]。46歳のときに薬種業も始める[3]。
- 2代目伊助（1722-1807）は愛知郡日置村(現・名古屋市)に生まれ、18歳で初代伊助の養子となり、家督を継いだのち50歳ころに京町(現・名古屋市中区丸の内3丁目)で薬種を専業で始める[3]。
- 3代目伊助（1773 - 1834）は美濃国梶屋村(現・海津市海津町稲山)に生まれ、30歳のときに2代目伊助の養子となり、1829年に隠居[3]。
- 4代目伊助（1808 - 1856）は2代目伊助の養子となり、21歳で襲名、1846年に木曾産薬種売捌人、1851年には御薬園産薬種売捌人の指定を受けるも1855年に失火のため京町に大火を招く[3]。翌年49歳で死去し、以後は妻のきしが切り盛りする[4]。
- 5代目伊助（善七、1847 - 1920）は美濃国内野村に生まれ、12歳で井筒屋に奉公に上がり、25歳で中北家の養子となり、八神すま（八神製作所創業者である初代八神幸助の妹）と結婚、30歳で伊助を襲名して屋号を中北商店に変え、32歳で町会議員にもなった[3]。隠居後は名を本名の善七に戻し、生まれ故郷の内野村の八幡神社に拝殿1棟を寄進した[3]。
- 6代目伊助（1877 - 1948）は初代八神幸助の長男・幸次郎として生まれ、2歳で中北家の養子となり、31歳で伊助を襲名[3]。5代目伊助の長女・しけと結婚[5]。37歳のとき店を個人経営から会社組織とし、昭和に入ると従業員の制服を洋服に改め、店も洋風に改装、女子事務員採用、本社新築、工場建設など事業拡大し、62歳で長男・増太郎に家督を譲って引退し、幸七と改名[3]。長女のゆきは八神浅治郎（3代目八神幸助）に嫁ぐ[6]。次男の中北鍬次郎は合資会社旭薬品商会の代表のほか本社取締役相談役を務めた[3]。
- 7代目伊助（1907 - 1971）は6代目の長男・増太郎として生まれ、32歳で伊助襲名、没後従六位勲五等瑞宝章を賜わる[3]。長女・富子は岡谷鋼機取締役の伊達喜久三と結婚。
- 8代目社長・中北智久（1931 - ）は7代目の長男[3]。
- 9代目社長・中北馨介（1963 - ）は8代目の長男で、北里大学薬学部卒業後、武田薬品に2年務めたのち、中北薬品入社、2004年より代表取締役社長[7]。株式会社葦の会取締役[8]。

## 事業所一覧
- 愛知県 - 本社事務所、天塚第一支店・天塚第二支店（名古屋市西区）、松軒支店（名古屋市東区）、京町支店（名古屋市中区）、天白支店（名古屋市南区）、一宮支店、半田支店、岡崎支店、豊橋支店、白浜営業所（津島市）、津島工場、津島ヘルスサポートセンター、天塚センター（名古屋市西区）、名南センター（名古屋市港区）
- 神奈川県 - 横浜西支店（横浜市泉区）、厚木支店、小田原支店、湘南センター（海老名市）
- 静岡県 - 静岡支店、浜松支店、掛川支店、焼津支店、富士支店、三島支店・三島センター、下田支店、静岡南営業所（静岡市駿河区）
- 三重県 - 津支店、四日市支店、伊勢支店、名張支店
- 岐阜県 - 岐阜営業部（岐阜支店・大垣支店）、土岐支店、高山支店
- 滋賀県 - 長浜支店
- 石川県 - 金沢支店・北陸センター
- 富山県 - 富山支店・高岡支店
- 北海道 - 北広島市（輪厚工場と完全子会社ヤクハン製薬）

## 関連会社
- 株式会社グリーンファーマシー[9]
- 株式会社名起通信社[9]
- 株式会社グリーンサービス[9]
- 株式会社グリーンぱる[9]
- 有限会社キスラ[9]
- ICソリューションズ株式会社[9]

## 主な取引メーカー
| - 武田薬品 - 大鵬薬品 - 大塚製薬 - アステラス製薬 - 第一三共 - 大日本住友製薬 - エーザイ - キヤノン - 協和キリン | - コクヨ - 小林製薬 - 塩野義製薬 - テルモ - アルフレッサ - Meiji Seikaファルマ - ロッテ など |

## 主な商品
- 日本薬局方　エタノール
- 日本薬局方　消毒用エタノール
- 日本薬局方　オキシドール
- 日本薬局方　オリブ油
- 家庭用リナパス
- 日本薬局方　グリセリン
- 日本薬局方　クレゾール石ケン液
- 日本薬局方　精製水
- 日本薬局方　炭酸水素ナトリウム
- 日本薬局方　ハチミツ
- 日本薬局方　ブドウ酒 - ワインを用いた薬用酒
- 日本薬局方　ベンザルコニウム塩化物液
- 日本薬局方　白色ワセリン
- 活命茶 - 東海地方では「これがなくっ茶」と歌うCMで親しまれている。

## 備考
- 製造部門では局方品。自社ブランド商品として「活命茶」「くすりのブドウ酒」「ハンドローション」等を販売している。
- 新型インフルエンザ対策商品として、同社オリジナルの「メディカルマスク」を販売している。
- テレビCMも放送しており、現在でも東海テレビ『NEWS ONE（土曜日）』のスポンサーであるほか、各局でCMを放送している。
- ラジオCMでは、CBCラジオ『つボイノリオの聞けば聞くほど』の火曜日と木曜日、『北野誠のズバリ サタデー』の11時台の中日新聞ニュースと天気予報のコーナーで、ラジオCMとして2回流れている。『ドラ魂キング』の18時台のニュースコーナーも流れている。かつては、『小堀勝啓の心にブギウギ!』の17時台の中日新聞ニュースと天気予報のコーナー、『土曜ワイド 広瀬隆のラジオでいこう!』の11時台の中日新聞ニュースと天気予報のコーナーでも、同じくラジオCMとして放送していた。
- 恒例行事として毎年8月12日から14日まで、「中北連」として徳島県の阿波踊りに参加している。
- 緑色に塗装された自動車を社員が営業時に使用している。
- プロ野球・中日ドラゴンズとのコラボレーション商品として「活命茶」にドラゴンズのマスコットキャラクタードアラをラベルに起用した「ドラ勝つめい茶」を2021年、中日ドラゴンズ球団創設85周年と中北薬品創業295周年を記念して期間限定で発売し、好評だったことから2022年に第2弾が発売された。